# شكل مبتسر
في الطب، الشكل المُسدف أو الشكل المبتسر (بالفرنسية: Forme fruste)‏ (اللغة الفرنسية، «شكل ناقص أو غير منجز»؛ الجمع باللغة الفرنسية formes frustes) هو شكل شاذ خفيف لمرض أو متلازمة ما، بما يعني حالة غير مكتملة أو حالة حضور جزئي أو حالة مجهضة. والسياق يكون عادة عبارة عن كيان سريري أو مرضي محدد بشكل جيد، الذي تناسبه الحالة الراهنة تقريبًا وليس تمامًا.
والمصطلح المقابل في الطب، الشكل المكتمل (بالفرنسية: forme pleine)‏ — نادرًا ما يُستخدم من قِبل الأطباء الذين يتحدثون بالإنجليزية - يعني الشكل التام أو الكامل للمرض.

## الاستخدام
ووفقًا طبيب الجهاز الهضمي ويليام هوبريتش: «قد يظهر على المريض ألم مفاجئ وحاد وشرس وقيء وتجمد البطن. ويُعتقد حينئذٍ أنه يعاني من قرحة هضمية مثقوبة. ولكن أثناء إجراء العملية، يتم العثور فقط على قرحة نافذة، مسدودة بواسطة التصاق الالتصاق بالثرب أو جدار البطن الأمامي. ويُعتقد أن هذا المريض لديه شكل غير مسدف من الانثقاب الحر الحاد نتيجة مضاعفات مرض القرحة الهضمية لديه.»

## معلومات تاريخية
تعني العبارة اللاتينية frustra esse “يكون مخطئًا” أو “يكون مشوشًا”. وكمصطلح تقني باللغة الفرنسية، تم استخدام cognate fruste بطريقتين متصلتين.
1. الأولى: كمصطلح أثري يشير إلى عملة معدنية أو مدالية أو حجر قديم لم يعد من الممكن التعرف على الأرقام والحروف الموجودة عليها بسبب البلى.
2. ثانيًا: تم استخدامه في التاريخ الطبيعي للدلالة على الصدف الرخوي الذي تعرضت تخططاته أو أخاديده أو أسلاته إلى البلى. ويمكن تطبيق هذا المعنى بالتالي على النحت أو صناعة الفخار أو الأشياء الأخرى ذات القيمة التاريخية العظيمة.

وكان في إطار معنى "الضبابية بسبب البلى أو نتيجة للاستخدام الطويل أن جعل اختصاصي الطب الباطني الفرنسي العظيمArmand Trousseau أرماند تروسو (1801م–1867م) يستخدم المصطلح لأول مرة فيما يتعلق بشكل غامش لمرض غريفز، الذي وصفه بأنه “"maladie dite fruste par l’absence du goitre et de l’exophthalmie" ("…مرض يُعتقد بأنه غير مكتمل [أي أنه غير واضح] نظرًا لعدم وجود تضخم الغدة الدرقية وجحوظ العين (exophthalmia)")
وتطور معنى المصطلح في الطب بعض الشيء ليعني «شكل مرضي لم يتطور بشكل كامل» بدلاً من أن يعني شكلاً غامضًا. وفي كثير من الأحيان استخدم سيجموند فرويد (1856م–1939م) المصطلح الشكل المسدف فيما يتعلق بالحالات غير المكتملة أو الغامضة للاضطرابات العصبية الوظيفية والدُهان ولذلك فإن أدبيات التحليل النفسي تزخر به. (مصطلح مرادف باللغة الألمانية هو minimalvariante، غير أن فرويد استخدم المصطلح الفرنسي).

## قائمة المتلازمات الطبية لـ «الشكل المسدف»
- «الشكل المسدف لتمخرط القرنية»: في مقابل تمخرط القرنية «الصريح».
- «منطقة مسدفة»: الاسم الأولي الهربس العصبي (هربس نطاقي دون طفح)
- «الشكل المسدف للقلس الميترالي »: القلس الميترالي الناجم عن النقص الليفي المارن مع تغيرات الورم المخاطي (على عكس التغيرات المنكسة مكتملة الشكل التي تُرى في داء بارلو).
- «الشكل المسدف للشفة المشقوقة»: ويُعرف أيضًا باسم المايكروفورم. هذا هو السبب المعلن للقرحة الموجودة في الشفة العليا للمثل خواكين فونكس (Joaquin Phoenix)
- «'الأشكال المسدفة لمتلازمة شيرغ-شتراوس »: وصفت أيضًا بأنها التهاب الأوعية الدموية اليوزيني أو الورم الحُبيبي اليوزيني في الأعضاء المعزولة دون وجود أدلة على مرض منهجي
- «'الشكل المسدف لنوع الائتلاف العقبي الزورقي»: هو النوع الأخف من الائتلاف العقبي الزورقي قبل الأنواع الليفية أو الغضروفية أو العظمية.
- «الشكل المسدف لكيسة قناة الصفراء»: أحد أشكال كيسة قناة الصفراء الموصوفة في الأطفال التي يوجد فيها الاتصال القنوي الصفراوي الشاذ للبنكرياس (APBDJ) مع اتساع الحد الأدنى للقناة الصفراوية (6-10 مم) عند الأطفال وما يرتبط به من أعراض صفراوية أو أعراض بنكرياسية. والعلاج الأمثل هو استئصال القناة الصفراوية. والداعي للجراحة هو المخاطر الكبيرة الناتجة عن الخباثة، فضلاً عن الرغبة في تخفيف الأعراض.
- «الشكل المسدف لمتلازمة ريت »: أحد أشكال متلازمة ريت التي تحدث في وقت لاحق مقارنة بالشكل التقليدي، مع حدوث تقهقر من سن عام إلى 3 أعوام؛ وأحيانًا يتم الاحتفاظ باستخدام اليد مع حد أدنى من الحركات النمطية[3][4]